# Starla und die Kristallretter
Starla und die Kristallretter  ist eine US-amerikanische Zeichentrick-Fernsehserie für Kinder aus den Jahren 1995 und 1996.

## Inhalt
Die junge Prinzessin Starla und ihre Freundinnen Fallon und Tamara werden vom guten Magier Merlin gelehrt und besitzen jeweils einen Kristall. Starla besitzt den Sonnenkristall, Fallon den Mondkristall und Tamara den Herzkristall. Sie sollen das magische Land von Avalon vor bösen Mächten schützen.
Eines Tages bannt die Hexe Lady Kale Merlin mit einem dunklen Kristall in ein Reich der Wilden Magie und will daraufhin die Kronjuwelen in Besitz nehmen, um die Herrschaft über Avalon zu erlangen. Die drei Mädchen müssen nun Kale aufhalten und Merlin befreien. Schließlich können sie Kale schlagen, aber Merlin opfert sich und bleibt weiter gebannt.
Doch während Starla und ihre Freundinnen nach einem Weg suchen Merlin zurückzuholen, verbündet sich Lady Kale mit der bösen großen Magierin Morgana. Diese hat den dunklen Kristall einst geschaffen und will nun gemeinsam mit Kale Avalon erobern. Können die Mädchen rechtzeitig die antiken Magier-Kristalle finden, die sie brauchen, um Kale und Morgana zu besiegen und Merlin zurückzuholen? Schließlich kann das Gleichgewicht der Magie wieder hergestellt werden und Starla wird Königin von Avalon.

## Episodenliste
| 01. | Die Jagd nach Merlins Schlüssel, Teil 1 (Jewel Quest, Part I) |
| 02. | Die Jagd nach Merlins Schlüssel, Teil 2 (Jewel Quest, Part I) |
| 03. | Der Zauberbaum (Travel Trees Can't Dance)                     |
| 04. | Die alte Karte (Wizard's Peak)                                |
| 05. | Das Lied des Regenbogens (The Song of the Rainbow)            |
| 06. | Das verschwundene Schloß (For Whom the Bell Trolls)           |
| 07. | Die Feen-Prinzessin (The Faery Princess)                      |
| 08. | Der Streit (Badlands)                                         |
| 09. | Das sprechende Schwert (Home Sweet Heart Stone)               |
| 10. | Liebe siegt (Love Struck)                                     |
| 11. | Ein neuer Kristall (Dreamfields)                              |
| 12. | Eine böse Überraschung (Revenge of the Dark Stone)            |
| 13. | Freunde in der Not (Full Circle)                              |
| 14. | Morgana (Morgana)                                             |
| 15. | Der Hilferuf (Shadowsong)                                     |
| 16. | Ärger mit Lady Kale (Fashion Fever)                           |
| 17. | Falscher Zauber (The Wizard of Gardenia)                      |
| 18. | Das Tal der Einhörner (Vale of the Unicorns)                  |
| 19. | Der Prinz der Wälder (Prince of the Forest)                   |
| 20. | Vorsicht, Trolle (Trouble in Elf Town)                        |
| 21. | Abenteuer auf See (The Jewel of the Sea)                      |
| 22. | Der Wunschkristall (The Wishing Jewel)                        |
| 23. | Die Zauberinsel (Mystery Island)                              |
| 24. | Die Wahrsagerin (Fortune Jewel)                               |
| 25. | Alles verloren (Lady of the Lake / Spirit of Avalon)          |
| 26. | Morganas Ende (The One Jewel / The Last Dance)                |

## Veröffentlichung
Die Serie wurde in den USA erstmals von BKN im Fernsehen ausgestrahlt. Starla erschien auch auf VHS und 2006 auf DVD. Die Serie wurde unter anderem ins Spanische, Französische und Italienische übersetzt und lief auf Deutsch bei RTL Television. Wiederholungen folgten bei ORF 1, RTL II und Fix & Foxi.

## Synchronisation
| Rolle             | Englische Synchronsprecher                   | Deutsche Synchronsprecher |
| ----------------- | -------------------------------------------- | ------------------------- |
| Prinzessin Starla | Kerry Butler, ab Folge 14, Jean Louisa Kelly |                           |
| Lady Kale         | Corinne Orr                                  |                           |
| Fallon            | Deborah Allison                              | Celine Fontanges          |
| Tamara            | Laura Dean                                   | Kristina von Weltzien     |
| Morgana           | Deborah Allison                              |                           |